# الجراجیر
الجراجیر (به عربی: الجراجیر) یک منطقهٔ مسکونی در سوریه است که در استان ریف دمشق واقع شده‌است. الجراجیر ۴٬۰۲۲ نفر جمعیت دارد.